# 上信電鉄100形電車
上信電鉄100形電車（じょうしんでんてつ100がたでんしゃ）は、上信電鉄が1980年（昭和55年）から導入を行い、1996年（平成8年）まで運用していた通勤形電車である。西武鉄道（西武）から451系と601系（クハ1601形→クハ1651形）を譲受した車両であった。

## 概説
1980年（昭和55年）度から翌1981年（昭和56年）度にかけて行われた上信線近代化事業の一環として、走行性能が劣る在来車両を置き換えてスピードアップを図るため、制御電動車クモハ100形と制御付随車クハ100形からなる2両編成を1980年（昭和55年）から1981年（昭和56年）にかけて3本、さらに後述の事故廃車の補充用として1985年（昭和60年）に1本（101編成 - 105編成、104は欠番）導入した。あくまでも新造車導入までのつなぎという位置づけであり、近代化事業が功を奏し目論見通りに増収が見込めるようになれば、早急に置き換えられる予定であった。

## 譲渡に際しての改造
西武451系にはオリジナルの制御付随車であるクハ1471形が存在したが、上信電鉄が当初購入した3編成分6両はいずれも制御電動車クモハ451形であった。そこで上信電鉄では電動車（M）+ 付随車（T）のMTユニットで運用すべく西武所沢車両工場および自社工場において以下の改造が行われた。
- 西武時代に奇数番号であった車両を制御電動車のクモハ100形、偶数番号であった車両の電装を解除して制御付随車クハ100形とした[1]。
- クモハ100形は近代化工事完了後のスピードアップに対応するための出力増強を図るため、台車と主電動機を同時期に廃車になった西武501系の発生品であるTR25形空気ばね台車と出力128kWのMT30[注 1]にそれぞれ換装した[1]。
- クハ100形は台車を西武の廃車発生品のTR11に変更した上で、クモハ100形から電動発電機（MG）と空気圧縮機（CP）を移設して編成のMTユニット化を行った[1]。
- 客室内に車掌スイッチを新設した[1]。

ただし後述の事故の代替車として入線した105編成は当初よりクモハ+クハのMT編成で、クモハの台車は釣り合い梁式TR14A・主電動機はMT15系のオリジナルのままである。
車体の塗装は200形1次車の登場時と同じくクリーム地に客室窓周りや雨どい、車体裾を帯状に薄茶色で塗装し、そこに客室窓周りの塗装を運転台直後の窓部分から斜めに下してそのまま前面に回り込む1000形の意匠に倣ったアレンジを加えた物を採用した。

## 運用

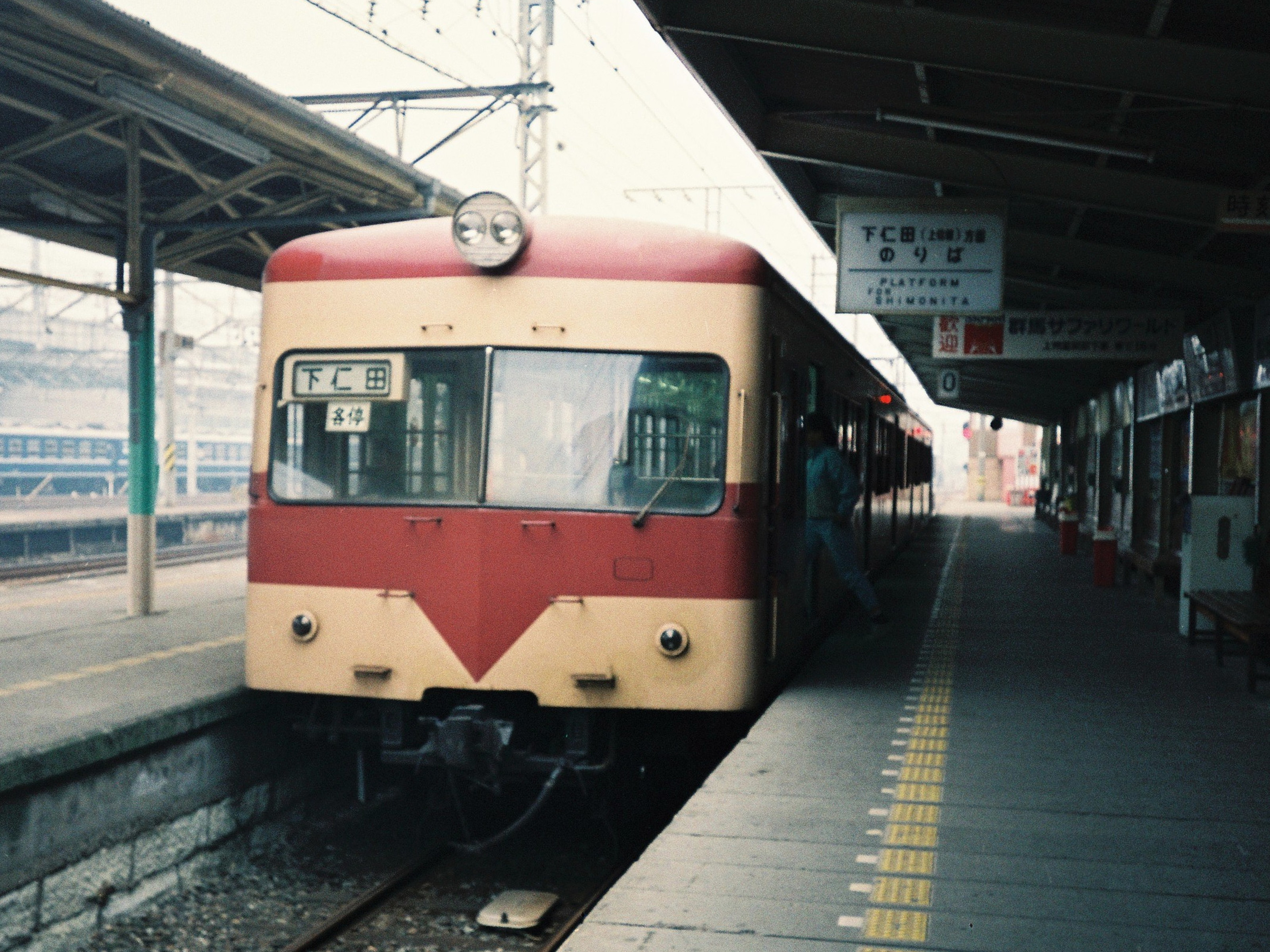
105編成

102編成（クモハ102-クハ102）は、1984年（昭和59年）12月21日に発生した正面衝突事故により、翌1985年（昭和60年）に廃車となった。この時点で451系は西武鉄道で全車廃車されていたが、最後まで在籍したモハ461-クハ1662がまだ解体されていなかったため、同年3月、急きょ下回りなどはそのままに105編成（クモハ105-クハ105）として入線した。なお、105編成は種車の違いから、クモハの前面はクモハ451形に由来する切妻3枚窓の一方で、クハの前面は西武時代にクモハ451形と編成を組んだ元西武601系電車のクハ1651形に由来する湘南形2枚窓となっていた。
上記の事故以降塗装が変更され、デザインはそのままに赤とクリーム基調となり、最後まで運用されていた103編成（クモハ103-クハ103）の晩年は200形と同じく、旧標準塗装から紺色の帯を省いたコーラルレッド一色となった。
近代化事業は想定したほどの収益改善効果は上げられず、本系列の置き換えは新造車ではなく同じく西武鉄道の中古車両である150形の導入によって行われることになり、同系列の入線に伴って1993年（平成5年）から1996年（平成8年）にかけて順次運用を離脱し廃車となった。

### 廃車後

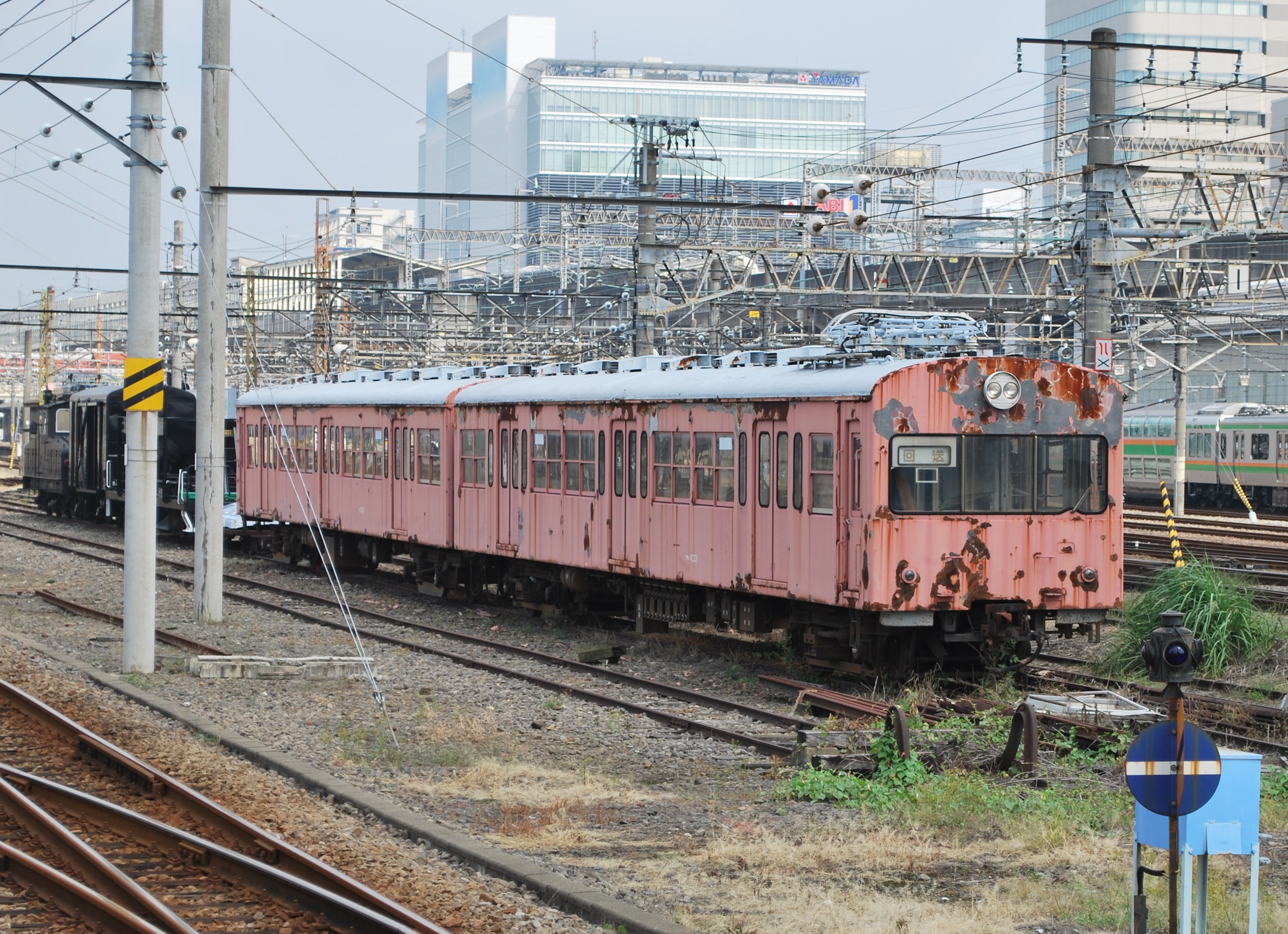
運用終了後倉庫として使用されていた103編成（修繕前）

103編成が廃車後、高崎駅構内で倉庫として使用されていた。JR高崎線と上信線にはさまれた側線に留置されていたため、高崎駅に倉賀野駅および南高崎駅方面から発着する双方の列車から見ることが可能であった。
車体は長らく野ざらし状態であったため荒廃が著しかったが、2012年11月に塗り直しが実施された。この時、現役時代にはなかった紺色の帯が追加され、デハ205と同じ旧標準塗装となった。
その後、2017年5月から6月にかけて解体され、元西武451系で現存する車両は皆無となった。

## 車歴
- 101編成　クモハ101-クハ101（西武クモハ455-クモハ468）1993年2月16日廃車[7]
- 102編成　クモハ102-クハ102（西武クモハ467-クモハ464）1985年3月26日廃車[7]
- 103編成　クモハ103-クハ103（西武クモハ463-クモハ466）1996年12月6日廃車[7]
- 105編成　クモハ105-クハ105（西武クモハ461-クハ1662）1994年9月5日廃車[7]（※クハ105のみ1996年12月6日廃車[7]）